# Dolomedes minor
Dolomedes minor là một loài nhện trong họ Pisauridae.
Loài này thuộc chi Dolomedes. Dolomedes minor được Ludwig Carl Christian Koch miêu tả năm 1876.

## Hình ảnh

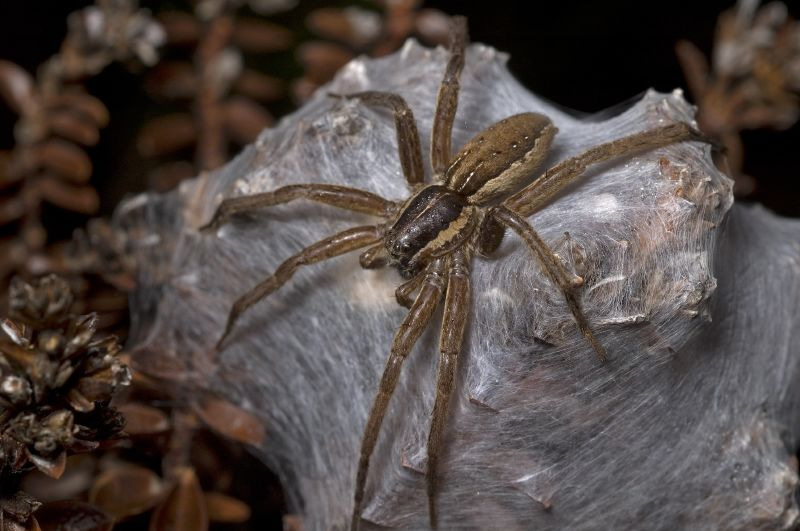
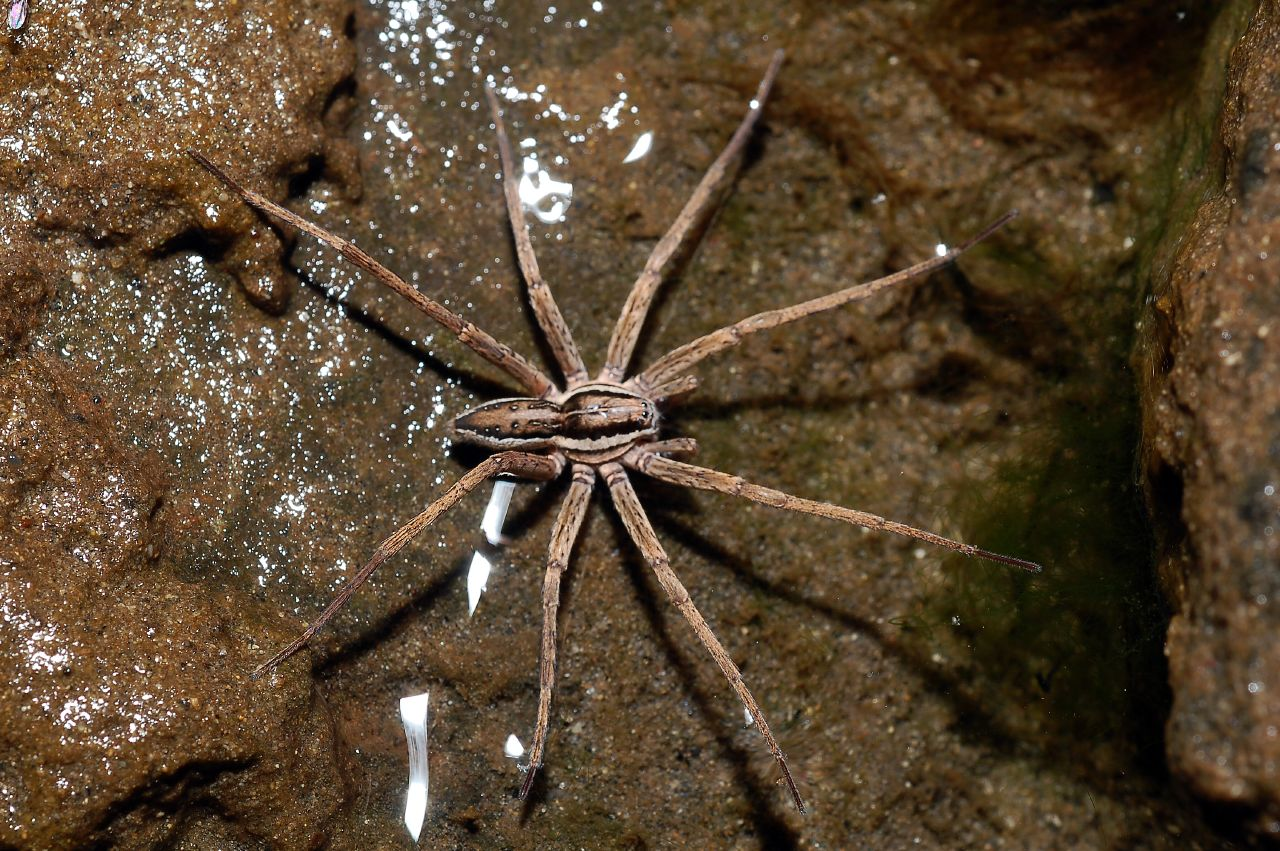
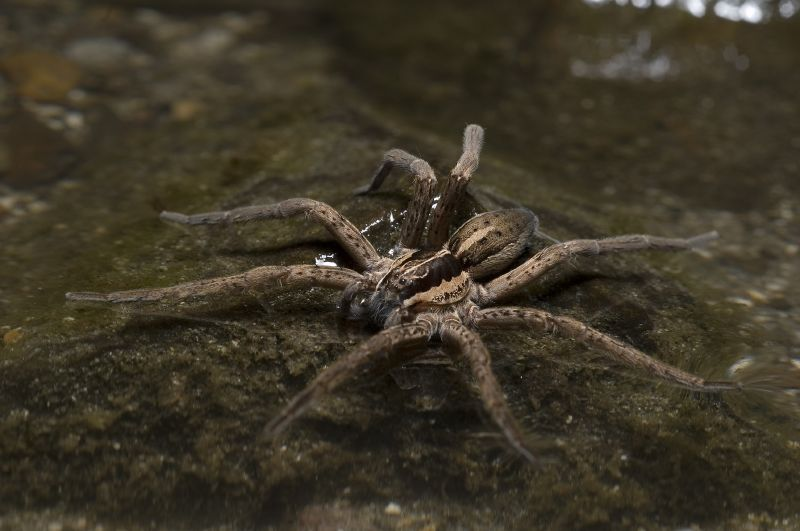
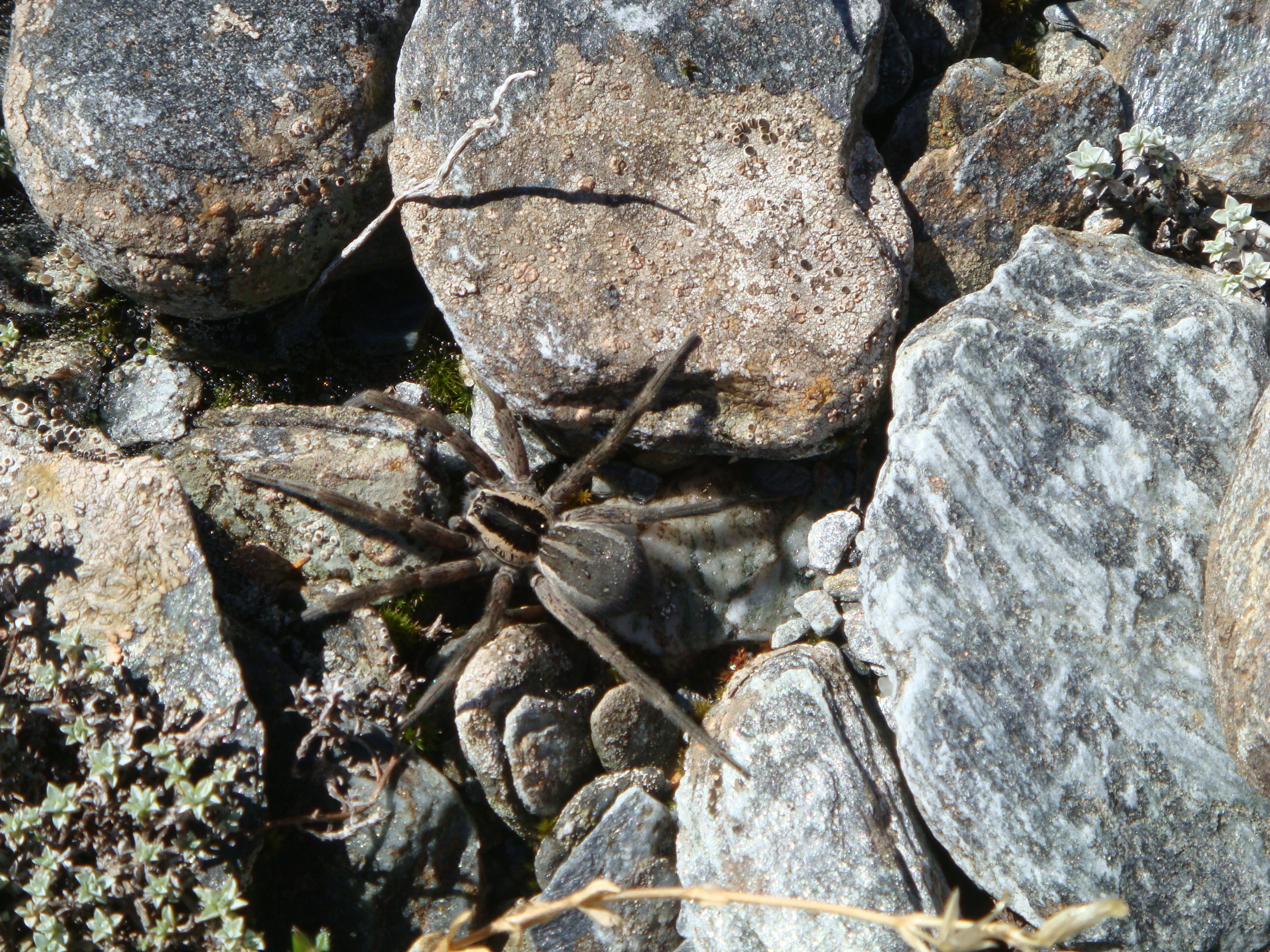